# Aulaconotus atronotatus
Aulaconotus atronotatus är en skalbaggsart som beskrevs av Maurice Pic 1927. Aulaconotus atronotatus ingår i släktet Aulaconotus och familjen långhorningar.
Artens utbredningsområde är Laos. Inga underarter finns listade.